# Ett päron till farsa!
Ett päron till farsa! (engelska: National Lampoon's Vacation) är en amerikansk komedifilm från 1983 i regi av Harold Ramis. Filmen hade biopremiär i USA den 29 juli 1983.
Filmen är den första i filmserien Ett päron till farsa. Efterföljande filmer är Ett päron till farsa på semester i Europa (1985), Ett päron till farsa firar jul (1989), Ett päron till farsa i Las Vegas (1997) och Ett päron till farsa: Nästa generation (2015).

## Handling
Detta är den första filmen i serien om familjen Griswold och deras misslyckade semesterfiranden. I denna film beger sig familjen ut på en resa tvärs igenom USA, allt för att besöka nöjesparken Walley World. Resan som pappa Clark (Chevy Chase) har planerat in i minsta minut råkar dock ut för vissa oförutsedda problem som gör att planen förändras. Frågan är om de någonsin kommer att komma fram till Walley World överhuvudtaget.

## Rollista i urval
| Chevy Chase          | – Clark Griswold                    |
| Beverly D'Angelo     | – Ellen Griswold                    |
| Imogene Coca         | – Tant Edna                         |
| Anthony Michael Hall | – Russell "Rusty" Griswold          |
| Dana Barron          | – Audrey Griswold                   |
| Randy Quaid          | – Kusinen Eddie                     |
| Christie Brinkley    | – Tjejen i Ferrari                  |
| John Candy           | – Russ Lasky, vakt vid Walley world |
| Eddie Bracken        | – Roy Walley                        |
| Brian Doyle-Murray   | – Kamp Komfort clerk                |
| Miriam Flynn         | – Kusinen Catherine                 |
| James Keach          | – Polisen på motorcykel             |
| Eugene Levy          | – Ed, bilförsäljaren                |
| Frank McRae          | – Grover                            |
| Jane Krakowski       | – Kusinen Vicki                     |